# 台湾滑蜥
台湾滑蜥（学名：Scincella formosensis）为石龙子科滑蜥属的爬行动物，俗名睑窗蜥蜴，是台灣的特有物种。该物种的模式产地在台湾。其种加词“formosensis”意为“台湾的”。

## 描述
體長最大可達4公分，尾長約體長之1.5倍，全長可達10公分。體色主要為褐色，背部有不規則暗褐色斑紋。體側有暗褐色縱帶自吻端橫過眼睛延伸至尾部，與印度蜓蜥幼蜥類似，但其背部與體側交界之邊緣稜線較明顯，且其尾部較粗，下眼瞼中間有一透明的橢圓形區域。為台灣產石龍子科中體型最小者。

## 習性
日行性，以昆蟲及小型無脊椎動物為食。卵生，有一窩產下兩枚卵的紀錄。尾巴極易自割。

## 棲地
分布于台灣本島，常生活于草丛或灌丛边沿、常到开阔处或石头上晒太阳以及也曾在较高的木屋壁上找到。其生存的海拔上限为2000米。

## 保护
本种于2023年被收录入《有重要生态、科学、社会价值的陆生野生动物名录》。